# Il movente (film)
Il movente (El autor) è un film del 2017 diretto da Manuel Martín Cuenca.
Pellicola di produzione ispano/messicana che è uscita nelle sale il 17 novembre 2017. Il film è basato su El móvil, il primo romanzo di Javier Cercas, pubblicato nel 1987. Il film ha ottenuto vari riconoscimenti in Spagna e all'estero.

## Trama
Álvaro, un impiegato di uno studio notarile, si separa dalla moglie Amanda, premiata autrice di un best seller, e decide di dedicarsi al suo sogno: scrivere un grande romanzo. Però si trova in difficoltà perché non possiede né talento né immaginazione. Guidato dal professore di scrittura creativa del corso al quale sta partecipando nel proprio tempo libero, si interroga sulle basi dell'opera letteraria finché un giorno non scopre che anche la finzione si basa sulla realtà. Comincia quindi a manipolare le vite di vicini di casa e amici per creare una storia che descrive passo a passo nel suo abbozzo di romanzo.

## Riconoscimenti

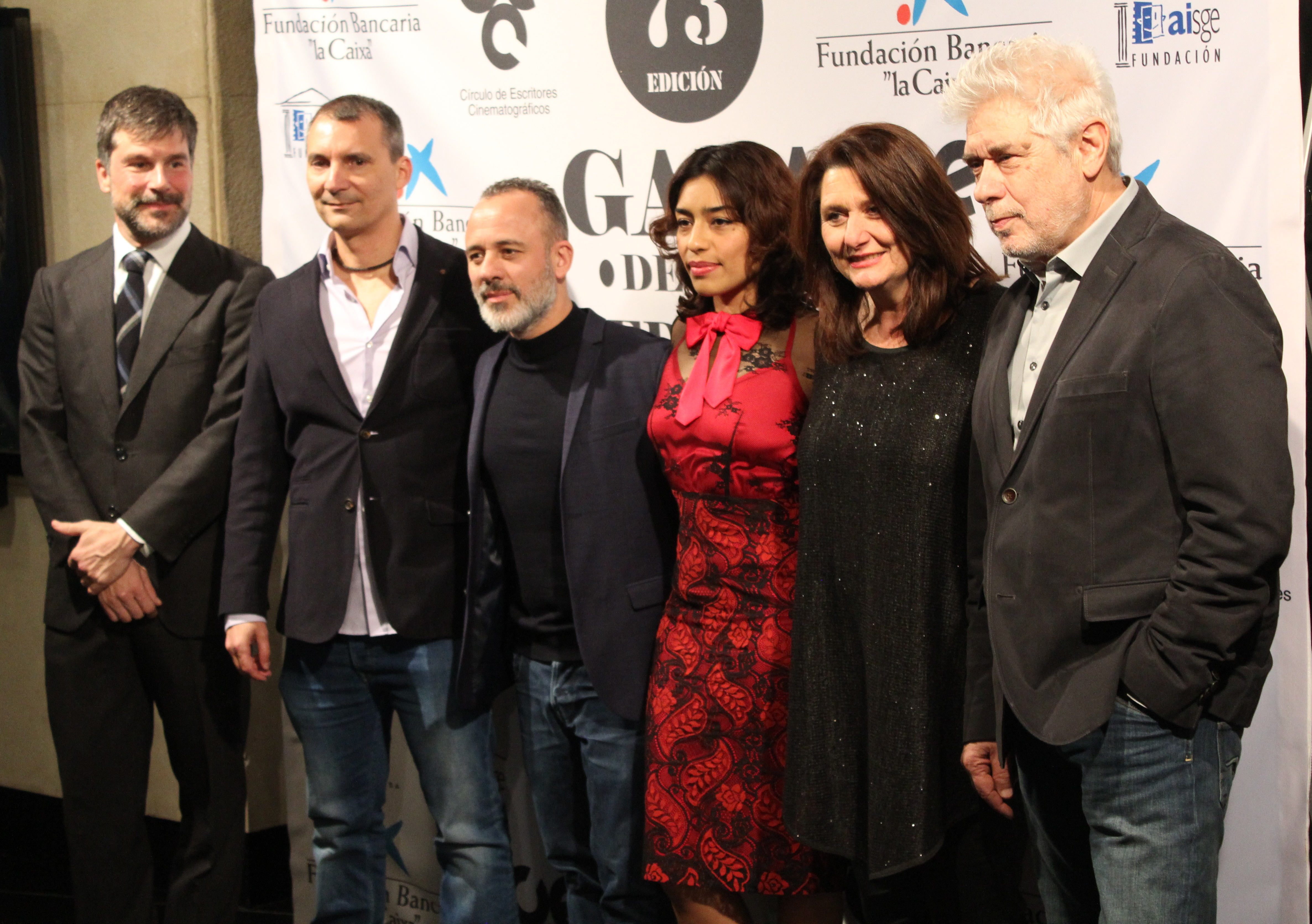
Il produttore David Naranjo, il soggettista Alejandro Hernández, l'attore Javier Gutiérrez Álvarez, le attrici Adriana Paz e Adelfa Calvo e il produttore esecutivo José Nolla.

Il film ha ottenuto i seguenti riconoscimenti:
- 2018 – Premio Goya
  - Vincitore del Premio Goya per il miglior attore protagonista: Javier Gutiérrez Álvarez
  - Vincitore del Premio Goya per la migliore attrice non protagonista: Adelfa Calvo
  - Candidatura per il miglior film
  - Candidatura per il miglior regista: Manuel Martín Cuenca
  - Candidatura per la migliore attrice rivelazione: Adriana Paz
  - Candidatura per il miglior attore non protagonista: Antonio de la Torre Martín
  - Candidatura per il miglior sonoro: Daniel de Zayas, Pelayo Gutiérrez, Alberto Ovejero
  - Candidatura per la migliore sceneggiatura non originale: Alejandro Hernández, Manuel Martín Cuenca
  - Candidatura per la miglior colonna sonora: Eugenio Mira
- 2018 Medallas del Círculo de Escritores Cinematográficos
  - Vincitore del premio per il miglior attore: Javier Gutiérrez Álvarez[3]
- 2017 Premios Forqué
  - Vincitore del premio per il miglio lungometraggio di finzione o animazione
- 2017 Premios Feroz
  - Vincitrice del premio per il miglior attore protagonista: Javier Gutiérrez Álvarez
  - Vincitrice del premio per la migliore attrice non protagonista: Adelfa Calvo
  - Candidatura per il miglior film drammatico
  - Candidatura per la migliore regia: Manuel Martín Cuenca
  - Candidatura per il migliore attore non protagonista: Antonio de la Torre Martín
  - Candidatura per la migliore sceneggiatura: Alejandro Hernández, Manuel Martín Cuenca
  - Candidatura per la miglior colonna sonora originale: Eugenio Mira
  - Candidatura per il miglior trailer: Fernando Vallarino
- 2017 Toronto International Film Festival
  - Vincitore del premio FIPRESCI (Fédération Internationale de la Presse Cinématographique): Manuel Martín Cuenca
- 2017 Festival internazionale del cinema di San Sebastián
  - Vincitore del Premio della critica.[1]

## Curiosità
La scena dei pinguini di Encounters at the End of the World (W. Herzog, 2007) viene mostrata all'interno della prima scena di questo film.